# 康寶麗
邦妮·克龍比（Bonnie Crombie，1960年2月5日—），中文媒體譯為康寶麗，加拿大政治人物，現任安大略自由黨黨魁和前任安大略省密西沙加市長。曾在2011年-14年間為密西沙加市議會第五區市議員，2008年-11年間則以聯邦自由黨黨員身份出任加拿大眾議院密西沙加－斯特里茲維爾選區議員。

## 早年生活和事業
她本姓斯塔克（Stack），1960年在安大略省多倫多出生，父母為波蘭裔和烏克蘭裔移民。她三歲時父母離異，九歲時母親改嫁，她亦跟隨繼父改姓薩沃納（Sawarna），一家遷居怡陶碧谷。她中學畢業後到多倫多大學聖米迦勒學院修讀政治學和國際關係，1982年從該校獲取文學士學位，1992年則從約克大學舒立克商學院取得工商管理碩士學位。
她在多大第四年參與一場自由黨青年團會議時結識克倫比（Brian Crombie），兩人於1984年結婚，2020年離婚，育有三名子女。克倫比曾於美加多個城市工作，康寶麗亦有跟隨，期間曾於波士頓任職麥當勞企業營銷，以及在洛杉磯任職迪士尼通訊管理。

## 從政
康寶麗曾於2003年多倫多市長選舉中出任候選人南施亞塔（John Nunziata）的競選經理，2006年則出任聯邦自由黨黨魁選舉候選人葉禮庭的大多倫多地區共同競選經理。
2007年，原屬聯邦自由黨的密西沙加－斯特里茲維爾選區國會下議院議員卡恩（Wajid Khan）轉投聯邦保守黨。康寶麗後取得該選區的自由黨候選人資格，並於2008年聯邦大選在該選區與競逐連任的卡恩對壘，結果當選並首度晉身國會，2009年獲黨魁狄安任命為自由黨國有企業評議員。2011年聯邦大選她以近3500票之差敗予保守黨候選人巴特（Brad Butt），無緣連任國會議員。她於同年9月參與密西沙加市議會第五區議席補選，並以二百多票之差險勝帕里什（Carolyn Parrish），當選第五區市議員。
任職密西沙加市長多年的麥考蓮宣布退休，2014年市選遂產生該市36年來首位新市長，惹來外界矚目。康寶麗宣布參選後，初期民調支持度稍微落後於對手馬奧尼（Steve Mahoney），兩人差距大部分時間在民調誤差範圍以內。然而麥考蓮於同年10月初改變早前不表態的初衷，公開支持康寶麗，康氏的民調支持度迅即飈升，拋離馬奧尼約25個百分點。她最終在10月27日舉行的市選中贏取63.49%選票當選市長，再於2018年和2022年市選以高票連任。
康寶麗於2023年6月14日宣佈參選安大略自由黨黨魁選舉。她認為安省自由黨近年來過於左傾，如果她成為新黨魁，將重新將自由黨與農村地區和中右翼選民聯繫起來，以便與執政的安省進步保守黨較量。她在2023年12月2日的黨魁選舉經過三輪投票後獲勝，擊敗了厄斯金-史密斯、納克維和徐正陶成為新任安省自由黨黨魁。
2024年3月18日，康寶麗表示如果她當選安大略省省長省自由黨不會徵收省碳稅。

## 外部連結
- （英文）密西沙加市政府網站 康寶麗市長簡介 （页面存档备份，存于）